# より良い世界再建
より良い世界再建（英: Build Back Better World、B3W）は、G7諸国が実施するイニシアチブで2021年に開始された。低中所得国のインフラ開発のための一帯一路に代わるもので、中国の戦略的影響力に対抗するように提唱された。米国が主導するG7諸国は、計画に基づいて2035年までに約40兆ドルを開発途上国に提供する予定。資金は民間部門から生み出され、「気候、健康と健康の安全保障、デジタル技術、ジェンダーフリー」の状況を改善するために投資される。